# Red Barchetta
Red Barchetta  è una canzone dei Rush, tratta dal loro album Moving Pictures.

## Testo
La canzone descrive un futuro post-petrolifero dove le vetture "primitive" a benzina sono bandite dalla "Motor Law", un organismo che legifera sulle autovetture. Lo zio del narratore ha tenuto nascosta una di questi veicoli ormai illeciti, una rossa Barchetta, in ottime condizioni, per più di cinquant'anni. La tenne nella sua casa di campagna (che prima della Motor Law era una fattoria). Durante una delle uscite settimanali con il veicolo, il narratore incontrò una futuristica macchina ad aria compressa in lega, e cominciò a inseguirla per le strade. Un veicolo come quello si unì successivamente all'inseguimento, e continuò finché il narratore non arrivò in un ponte troppo stretto per le macchine ad aria compressa. La canzone termina con il narratore che ritorna nella fattoria di suo zio a sognare con lui davanti al focolare.